# Gilera 125 GP
De Gilera 125 GP is een wegrace-motorfiets die in 1956 werd ingezet door het Italiaanse merk Gilera.

## Voorgeschiedenis
Gilera had zich tot 1956 geconcentreerd op de 500cc klasse, waar de Gilera 500 4C praktisch onverslaanbaar was. In 1955 vond Ferruccio Gilera de tijd rijp om de aanval in andere klassen in te zetten. Hij bedacht het concept voor de 350 4C, die ontworpen werd door Franco Passoni en die in 1956 en 1957 werd ingezet door Libero Liberati en Geoff Duke. Al in 1955 hadden Ferruccio en Franco een 125 cc tweecilinder racer gebouwd. In de eerste jaren was het wereldkampioenschap in de 125 cc klasse beheerst door de Italiaanse merken FB Mondial en MV Agusta, maar in 1953 en 1954 ging de wereldtitel naar NSU. Ferrucio had de leiding van het raceteam net overgenomen van Piero Taruffi en hij had grote plannen met Gilera als racemerk.

## Gilera 125 GP
Ook voor de 125 cc tweecilinder kwam het idee van Ferruccio Gilera en de uitwerking ervan van Franco Passoni. De machine had een tweecilinder viertaktmotor met dubbele bovenliggende nokkenassen die werden aangedreven door een tandwieltrein tussen de cilinders. Dat was ongeveer dezelfde opbouw als van de viercilinders. Er waren twee 22 mm Dell'Orto carburateurs gemonteerd en de machine had bobineontsteking. De motor leverde ongeveer 20 pk bij 12.000 tpm, wat voor die tijd vrij veel was. De meervoudige natte platenkoppeling werd ook centraal door tandwielen aangedreven en daarachter zat een zesversnellingsbak. Het rijwielgedeelte was vrij conventioneel: een dubbel wiegframe met een geduwde schommelvork aan de voorkant en een swingarm met twee hydraulische schokdempers achter. In het voorwiel zat een volle naaf duplexrem. De hele motorfiets was ingepakt in een door Passoni ontworpen druppelstroomlijn die ook de achterkant van de machine omsloot. Eigenlijk zou de machine al aan het einde van 1955 gereden worden door Pierre Monneret, maar zijn inschrijving voor de race op Monza werd ingetrokken en Gilera trok Romolo Ferri aan om de machine eerst verder te testen. Ferri stond erop dat de schommelvoorvork werd vervangen door een telescoopvork. Al in mei won Ferri een wedstrijd in Monza, die niet meetelde voor het wereldkampioenschap. Het team miste de eerste twee WK-wedstrijden, de Ultra-Lightweight TT en de TT van Assen, maar in Francorchamps reed Ferri de snelste ronde voordat hij met een oververhitte motor uitviel. Monneret pakte daar de derde plaats achter Carlo Ubbiali en Fortunato Libanori, beiden met een MV Agusta. Bij de Grand Prix van Duitsland, die op het Solitude circuit werd verreden, waren er in de kuip kleine luchtgaten gemaakt om de luchtkoeling te verbeteren. Ferri won die wedstrijd en brak ook de ronde- en de racerecords. Tijdens de Ulster Grand Prix liep de motor niet goed, maar Ferri werd desalniettemin tweede achter Ubbiali. In de slotrace van het WK in Monza viel Ferri uit met een verbrande zuiger, maar hij won nog wel een internationale race in Zweden. Ferri werd tweede in het wereldkampioenschap, nog vóór de tweede rijder van MV Agusta, Luigi Taveri. Dat was een uitstekende prestatie, in aanmerking genomen dat dit het debuutjaar van de Gilera 125 GP was én dat slechts vier van de zes GP's gereden werden. De machine zou dan ook een grote toekomst gehad kunnen hebben, maar het voortijdige en plotselinge overlijden van Ferruccio Gilera aan het einde van 1956 wierp een schaduw over alle race-activiteiten van het merk. In 1957 werd nog geracet in de 350- en de 500 cc klasse, daarna trok het merk zich terug uit de motorsport. In 1957 werden enkele 125 cc machines nog gereden door privérijders in nationale- en fabrieksrijders in internationale wedstrijden, maar tot grote resultaten kwam het niet meer.

## Gilera 125 GP in de jaren nul
In de jaren 2000-2009 werd er in de 125cc-klasse ook geracet met een Gilera 125 GP. Manuel Poggiali werd er in het seizoen 2001 zelfs wereldkampioen mee. Deze machine was een "kloon" van de Aprilia RS 125 R. Aprilia en Gilera behoorden evenals Derbi tot het Piaggio-concern. Daarom werd er met dezelfde machines met verschillende logo's en kleuren gereden.

## Technische gegevens
| Periode              | 1955-1956                                            |          |          |
| Categorie            | fabrieksracer                                        |          |          |
| Motortype            | kopklepmotor met dubbele bovenliggende nokkenassen   |          |          |
| Bouwwijze            | dwarsgeplaatste tweecilinderlijnmotor                |          |          |
| Boring               | 40 mm                                                | 40 mm    | 40 mm    |
| Slag                 | 49,6 mm                                              | 49,6 mm  | 49,6 mm  |
| Cilinderinhoud       | 124,7 cc                                             | 124,7 cc | 124,7 cc |
| Brandstofvoorziening | 2 x Dell'Orto 22 mm carburateur                      |          |          |
| Max. Vermogen        | 20 pk bij 12.000 tpm                                 |          |          |
| Koppeling            | meervoudige natte platenkoppeling                    |          |          |
| Versnellingen        | 6 voetgeschakeld                                     |          |          |
| Eindaandrijving      | ketting                                              |          |          |
| Rijwielgedeelte      | dubbel wiegframe, buisframe                          |          |          |
| Voorvork             | 1955: geduwde schommelvork 1956: telescoopvork       |          |          |
| Achterbrug           | Swingarm met twee hydraulische veer/demperelementen. |          |          |
| gewicht              | 95 kg                                                |          |          |